# Died in the Wool
Died in the Wool је детективски роман Нгајо Марша из 1945. године. То је тринаести роман у којем се појављује лик Родерика Алена. Роман прати причу разоткривања убиства новозеландског парламентарца на забаченој фарми оваца у близни Маунт Кука, у региону Кентербери на Јужном острву. Као и претходни роман из ове серије (енгл. Colour Scheme), прича се одвија за време Другог светског рата, где Ален обавља контра-шпијунажу. Формат романа је помало необичан у односу на раније романе где се појављује лик Родерика Алена, јер овог пута он долази на месту злочина петнаест месеци од убиства и велики део његових открића заснива се на причама коју су му испричали главни очевидци. 

## Телевизијска адаптација
Роман Died in the Wool је један од четири романа са Родериком који су екранизовани од стране новозеландске телевизије током 1977/8. године. Улогу Алена тумачио је Џорџ Бејкер у минисерији под називом Ngaio Marsh Theatre.